# Alois Tlučhoř

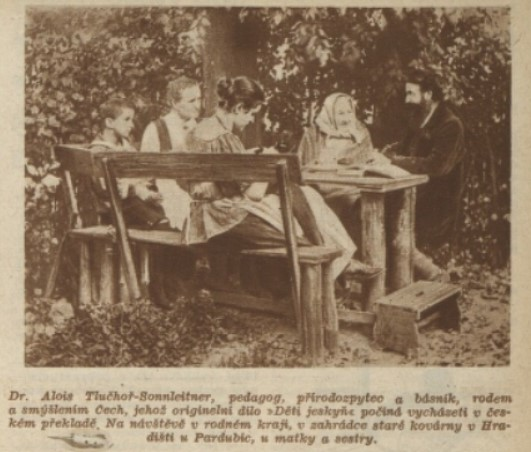
Alois Tlučhoř na návštěvě u příbuzných v Čechách (1929)

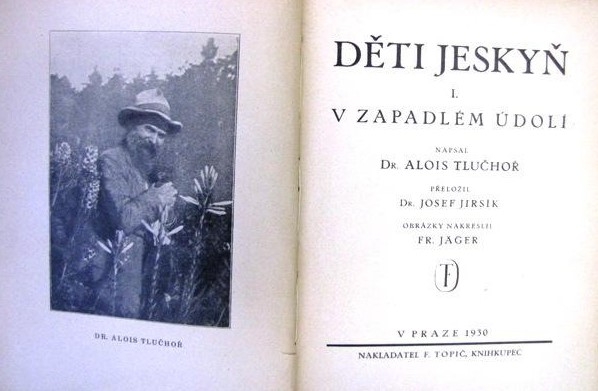
Alois Tlučhoř: Děti jeskyň 1., první české vydání (titulní strana a frontispis)

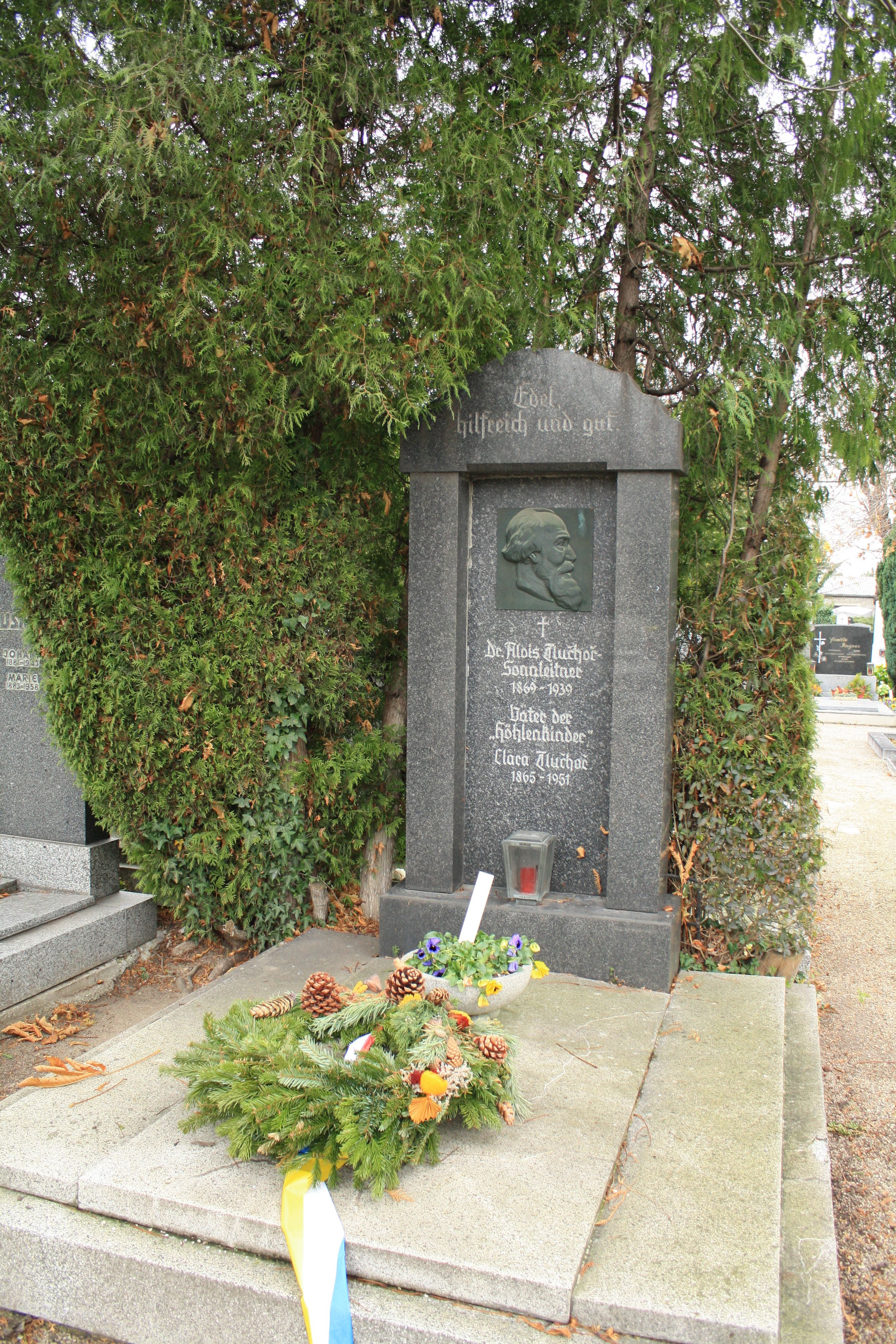
Hrob manželů Tlučhořových v Perchtoldsdorfu

Alois Tlučhoř, literárním pseudonymem Alois Theodor Sonnleitner, (25. dubna 1869 Dašice – 2. června 1939 Vídeň) byl rakouský spisovatel a pedagog, původem Čech. I když prožil celý život kromě dětství v Rakousku, k českému původu se aktivně hlásil.

## Život
Narodil se v rodině dašického obuvníka Václava Tlučhoře a jeho manželky Marie, rozené Kučerové, v roce 1891 maturoval na gymnáziu v Melku, poté studoval na Vídeňské univerzitě, kde v roce 1924 získal titul PhDr.
Byl ženat s učitelkou Clarou Sperlichovou.
Pracoval jako učitel přírodovědných předmětů na měšťanských školách, stal se ředitelem školy v Perchtoldsdorfu. V roce 1924 ukončil studia na Vídeňské univerzitě a získal titul PhDr.
Posledních dvacet let života prožil v Perchtoldsdorfu, kde je také, spolu s manželkou, pohřben. Při pohřbu bylo oznámeno, že měl v následujících dnech obdržet profesorský titul, této pocty se však nedožil.

### Pseudonym
Pseudonym Sonnleitner si zvolil podle názvu své vily „Auf der Sonnleite“ v obci Perchtoldsdorf u Vídně.

### Alois Tlučhoř a Čechy
V českých zemích byl Alois Tlučhoř až do vydání Dětí jeskyň známý jen okrajově, takže ještě v roce 1931 považoval český tisk (agrárnický deník Venkov) za potřebné jeho osobnost a život, dílo a myšlenky podrobněji uvést.

## Dílo

### Pedagogická činnost
Od roku 1896 zaváděl, jako první v Rakousko-Uhersku, tehdy neobvyklé schůzky rodičů s učiteli. Zasadil se o instituci školního lékaře, patřil mezi průkopníky sexuální výchovy a propagoval hodnotnou literaturu pro žáky. Zavedl cenzuru (věkové omezení přístupu) filmů.

### Literární dílo
Nejznámějším Sonnleitnerovým literárním dílem je románová řada Děti jeskyň (Die Höhlenkinder), odehrávající se v době po třicetileté válce (děj začíná v roce 1683). Hlavními hrdiny jsou sirotci Eva (na počátku románu tříletá) a její kamarád Petr (o dva až tři roky starší). Když jim je asi deset a třináct let, ztratí své pěstouny a musejí žít v nepřístupné jeskyni po způsobu pravěkých lidí.
Zatímco v německých vydáních je autor uváděn pseudonymem Alois Theodor Sonnleitner, česky jsou Děti jeskyň vydávány pod vlastním autorovým jménem Alois Tlučhoř. Po předválečných vydáních došlo k dalším českým vydáním až po roce 1989. V němčině jsou jeho díla vydávána pod pseudonymem Alois Theodor Sonnenleitner.
Vydání v němčině
- Tři díly Děti jeskyň (Die Höhlenkinder) vyšly v němčině poprvé postupně v letech 1918, 1919 a 1920
- Třídílná série s autobiografickými motivy z autorova období identifikace s německojazyčnou kulturou[10] Kojas Wanderjahre, Kojas Waldläuferzeit, Kojas Haus der Sehnsucht vyšla v roce 1923
- Další Tlučhořova díla v němčině Die Hegerkinder von Aspern, Die Hegerkinder in der Lobau, Die Hegerkinder im Gamsgebirge byla vydána knižně v letech 1923–1926

Česká vydání
- Děti jeskyň, díl 1, V zapadlém údolí (přeložil Josef Jirsík. ilustrace Fr. Jäger; V Praze, F. Topič, 1930)
- Děti jeskyň, díl 2, V nákolní stavbě (V Praze, F. Topič, 1931)
- Děti jeskyň, díl 1, Zapadlé údolí (ilustrace na motivy F. Jägera a obálka Petra Hanzáková; Praha, Parta, 1992, ISBN 80-900669-8-4, dostupné online)
- Děti jeskyň (ilustrace Gustav Krum; Brno, František Kocman, 2024, ISBN 978-80-11-04914-0)

### Film a televize
Děti jeskyň byly v roce 1962 zfilmovány jako německý černobílý televizní seriál. V roce 1982 byl natočen italský film I Ragazzi della valle misteriosa (Děti tajemného údolí), v Německu uveden pod názvem Die Höhlenkinder.)

## Nacionální socialismus a Alois Tlučhoř
Klíčové dílo Děti jeskyň napsal dlouho před uchopením moci německými nacisty a sám zemřel krátce poté, co bylo Rakousko připojeno k nacistickému Německu (12. března 1938). Trilogie Děti jeskyň je svým typem historická robinzonáda odehrávající se v 17. století. Ocitla se však na seznamu knih, které pro děti doporučil nacistický Říšský úřad pro podporu německé literatury a byla v Německu tištěna ve velkých nákladech. I to mohlo přispět k tomu, že po 2. světové válce nebyla Tlučhořova díla po desetiletí v Československu vydána.

## Posmrtné připomínky
- Ulice v Perchtoldsdorfu nese jméno Doktor-A.-Sonnleitner-Gasse
- Nadace Aloise Sonnleitnera (Dr. Alois Sonnleitner Stiftung), založená jeho manželkou, podporuje vědecké studie v oblasti základního biomedicínského výzkumu. Je určena pro členy a zaměstnance Rakouské akademie věd.[13]